# VDA 260
Die VDA Norm 260 (Verband der Automobilindustrie) legt für alle Produzenten von Automobilteilen die Art und Weise der dauerhaften Stoffkennzeichnung fest.
So wird z. B. grundsätzlich bei mehrschichtigen Aufbauten von der Beschriftung aus gesehen die einzelnen Werkstoffe oder Compounds aufgelistet. Für die Abkürzung wird auf diverse ISO-Normen verwiesen, z. B. auf die ISO 1043 für Kurzzeichen von Kunststoffteilen.
Hintergrund für die Teilekennzeichnung ist die möglichst hohe Wiederverwendung und -verwertung. Dies wird auch seit dem Jahr 2000 durch die Richtlinie 2000/53/EG über Altfahrzeuge der EU festgelegt. Hierzu betreiben auch fast alle Kfz-Hersteller eine Werkstoffdatenbank. In dieser IMDS Datenbank wird jedes Teil bis zu den chemischen Reinstoffen aufgeschlüsselt dargestellt.